# 壬生篤
壬生 篤（みぶ あつし、? - ）は、日本の作家、編集者。

## 来歴
東京で生まれる。
東京都立大学 (1949-2011)を卒業後、漫画雑誌編集に携わる。雑誌『荷風!』（日本文芸社）の編集長などを務めた後、フリーとなる。
2012発行のムック『文豪・永井荷風 人生の旅路』では表紙に壬生の肩書として「荷風研究家」、「時間旅行社主宰」と記されている。
江戸や東京の歴史案内、文芸評などを専門とした執筆が多い。
原作を務めた漫画『文豪の食彩』はテレビドラマ化もされた。

## 著作
- 『文豪・永井荷風 人生の旅路』編纂（徳間書店、2012年12月、ISBN 978-4-19-710322-5）
- 『昭和の東京地図歩き』（廣済堂出版、2013年3月、ISBN 978-4-331-51716-1）
- 『究極版 江戸古地図ガイド』編集（徳間書店、2013年4月、ISBN 978-4-19-710362-1）
- 『文豪の食彩』原作担当、作画:本庄敬（日本文芸社、2013年5月、ISBN 978-4-537-13034-8）
- 『文豪の食彩ビジュアルBOOK』（日本文芸社、2014年3月、ISBN 978-4-537-12273-2）
- 『「鬼平」と江戸の町』（廣済堂出版、2014年4月、ISBN 978-4-331-51828-1）
- 『池波正太郎を“江戸地図”で歩く』（誠文堂新光社、2016年3月、ISBN 978-4-416-51696-6）